# Сегмент (геометрія)

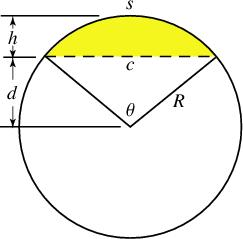
Круговий сегмент зафарбований жовтим кольором

Сегмент — плоска фігура, обмежена кривою та її хордою. Круговий сегмент — це частина круга, обмежена дугою кола та її хордою або січною.

## Формули
Нехай R — радіус кола, θ — центральний кут у градусах, α — центральний кут у радіанах, c — довжина хорди, s — довжина дуги, h — висота сегменту та d — висота трикутної частини.
- Радіус {\displaystyle R=h+d=h/2+c^{2}/8h{\frac {}{}}}

- Довжина дуги {\displaystyle s={\frac {\theta }{180}}\pi R={\alpha }R}, де θ — центральний кут у градусах, α — центральний кут у радіанах.

- Довжина хорди {\displaystyle c=2R\sin {\frac {\theta }{2}}=2d\tan {\frac {\theta }{2}}=2{\sqrt {R^{2}-d^{2}}}=R{\sqrt {2-2\cos \theta }}=2{\sqrt {h(2R-h)}}}

- Висота {\displaystyle h=R(1-\cos {\frac {\theta }{2}})=R-{\sqrt {R^{2}-{\frac {c^{2}}{4}}}}}

- Кут {\displaystyle \theta =2\arccos {\frac {d}{R}}=2\arcsin {\frac {c}{2R}}=2\arctan {\frac {c}{2d}}}

## Площа
Площа кругового сегмента дорівнює площі сектору круга мінус площа трикутника:
{\displaystyle S={\frac {1}{2}}R^{2}(\theta -\sin \theta )},
де {\displaystyle \theta } — кут у радіанах.
{\displaystyle S=R^{2}\arccos \left({\frac {R-h}{R}}\right)-(R-h){\sqrt {2Rh-h^{2}}}}
{\displaystyle S=R^{2}\arccos \left({\frac {d}{R}}\right)-d\,{\sqrt {R^{2}-d^{2}}}}
{\displaystyle S=R^{2}\arcsin \left({\frac {c}{2R}}\right)-{\frac {c}{4}}\,{\sqrt {4R^{2}-c^{2}}}}